# ガジズ・アルダムジャロフ
ガジズ・アルダムジャロフ（1947年10月31日 - ）は、カザフスタン共和国の政治家。カザフスタン共産党党首（第一書記）。

## 経歴
クラースヌイ・ヤール村出身。父は、第二次世界大戦の従軍者で傷痍軍人、将校だった。7人兄弟の長男。
- 1990年～1992年 - グリエフ州代議員会議議長、カザフスタン共和国最高会議経済改革・予算・財務委員会副委員長、最高会議監督院院長
- 1994年～1996年 - カザフスタン社会党の共同議長
- 1998年～2001年 - カザフスタン共和人民党副議長
- 1999年～2001年 - カザフスタン民主勢力フォーラムの共同議長
- 2001年～2003年 - 大統領府組織・監督課の国家監察官
- 2003年～2006年 - 駐ベラルーシ大使

2006年から閉鎖型株式会社「AstanaEximBank」（ミンスク市）の役員。
2010年4月、カザフスタン共産党第一書記に選出。

## パーソナル
妻帯、2児と4人の孫を有する。
「名誉記章」勲章を受章。